# Макієве
Макі́єве — село в Україні, у Врадіївській селищній громаді Первомайського району Миколаївської області. Населення становить 86 осіб.

## Населення
Згідно з переписом УРСР 1989 року чисельність наявного населення села становила 138 осіб, з яких 62 чоловіки та 76 жінок.
За переписом населення України 2001 року в селі мешкало 80 осіб.

### Мова
Розподіл населення за рідною мовою за даними перепису 2001 року:
| Мова       | Відсоток |
| ---------- | -------- |
| українська | 89,53 %  |
| молдовська | 9,30 %   |
| російська  | 1,16 %   |